# Wilhelm Falk (Fußballspieler)
Wilhelm Falk (* 3. Juli 1898 in München; † 16. Oktober 1961) war ein deutscher Fußballspieler.

## Karriere

### Vereine
Falk, der als kompromissloser Verteidiger mit Ecken und Kanten galt, gehörte ab 1918 dem FC Wacker München an, für den er von 1919 bis 1923 im Süddeutschen Fußball-Verband in der Kreisliga Südbayern, danach bis Saisonende 1926/27 in der Bezirksliga Bayern bzw. 1927/28 in deren Gruppe Südbayern zum Einsatz kam. Prominenteste Mitspieler des städtischen Angestellten Falk waren der ungarische Starspieler Alfréd Schaffer, Nationalspieler Heinrich Altvater und der spätere Nationalspieler Albert Eschenlohr.
Am Saisonende 1920/21 gewann er mit der Mannschaft bereits seinen ersten Titel, die Gruppe Süd innerhalb der Endrunde um die süddeutsche Meisterschaft wurde jedoch als Zweitplatzierter beendet. Am Saisonende 1921/22 gewann er mit der Mannschaft zwei regionale Titel und die Süddeutsche Meisterschaft. Mit diesem Erfolg war er als Teilnehmer an der Endrunde um die Deutsche Meisterschaft qualifiziert, kam in den Endrundenspielen jedoch nicht zum Einsatz.
Als Drittplatzierter der Gruppe Südbayern 1927/28 nahm er mit der Mannschaft an der Runde der Zweiten/Dritten innerhalb der Endrunde um die Süddeutsche Meisterschaft teil. Als Sieger der Gruppe Südost gewann er mit der Mannschaft das Entscheidungsspiel um den dritten Teilnehmer an der Deutschen Meisterschaft gegen den FSV Frankfurt, den Sieger der Gruppe Nordwest, mit 3:2. Nachdem er im Achtel- und Viertelfinale mit seiner Mannschaft mit 1:0 nach Verlängerung über den Dresdner SC und mit 4:1 bei Tennis Borussia Berlin als Sieger hervorgegangen war, unterlag er im Halbfinale der Deutschen Meisterschaft Hertha BSC mit 1:2.
Von Saisonbeginn 1928/29 an bis Januar 1929 spielte er für den Stadtrivalen DSV München, bevor er im Februar 1929 in die Vereinigten Staaten emigrierte und in New York City von 1929 bis 1931 für den Deutschen FC New York spielte.
Falk blieb nicht in den USA, sondern kehrte zurück nach Deutschland. Zum 1. Mai 1933 trat er der NSDAP bei (Mitgliedsnummer 2.943.089). In der Saison 1936/37 war er Cheftrainer des FC Wacker München.

### Nationalmannschaft
Sein einziges Länderspiel für die A-Nationalmannschaft bestritt er am 20. November 1927 in Köln beim 2:2-Unentschieden gegen die Nationalmannschaft der Niederlande.

## Erfolge
- Süddeutscher Meister 1922
- Bayerischer Meister 1922
- Südbayerischer Meister 1921, 1922